# أريك وليامز (سياسي)
أريك وليامز (بالإنجليزية: Eric Williams)(25 سبتمبر 1911 - 29 مارس 1981) كان سياسيًا من ترينيداد وتوباغو يعتبره البعض أبو الأمة، بعد أن قاد مستعمرة ترينيداد وتوباغو البريطانية آنذاك إلى الحكم الذاتي في 28 أكتوبر 1956، وإلى الاستقلال في 31 أغسطس 1962، ثم الجمهورية في 1 أغسطس 1976، وقاد حزبه إلى سلسلة متواصلة من الانتصارات في الانتخابات العامة حتى وفاته عام 1981. كان أول رئيس وزراء لترينيداد وتوباغو وأيضًا مؤرخ كاريبي مشهور ، خاصة لكتابه بعنوان الرأسمالية والعبودية.

## جوائز
حصل على جوائز منها:
- نيشان رفاق أوليفر تامبو.

## روابط خارجية
- أريك وليامز على موقع الموسوعة البريطانية (الإنجليزية)
- أريك وليامز على موقع مونزينجر (الألمانية)
- أريك وليامز على موقع إن إن دي بي (الإنجليزية)